# American Staffordshire Terrier

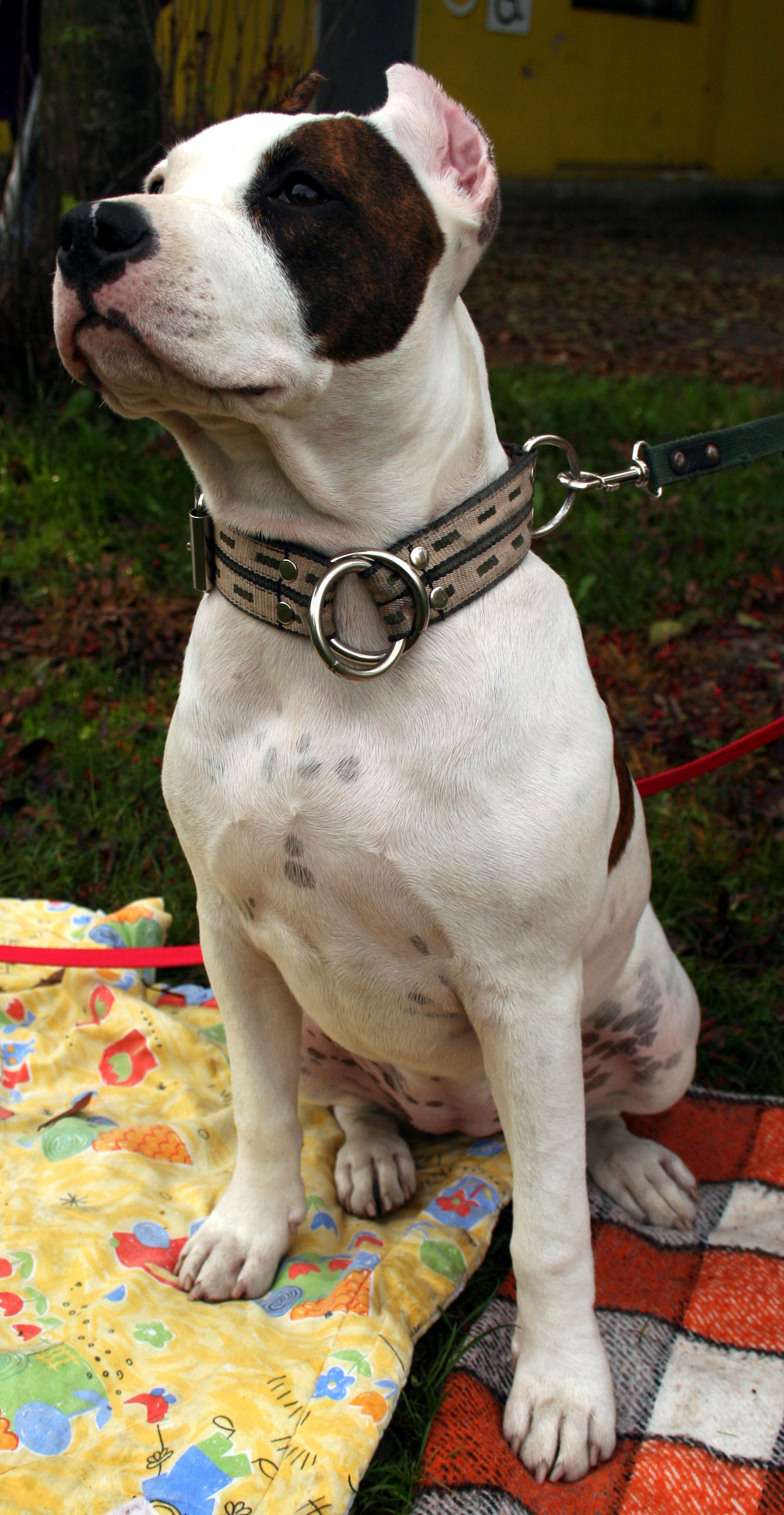
American Staffordshire en posició asseguda.

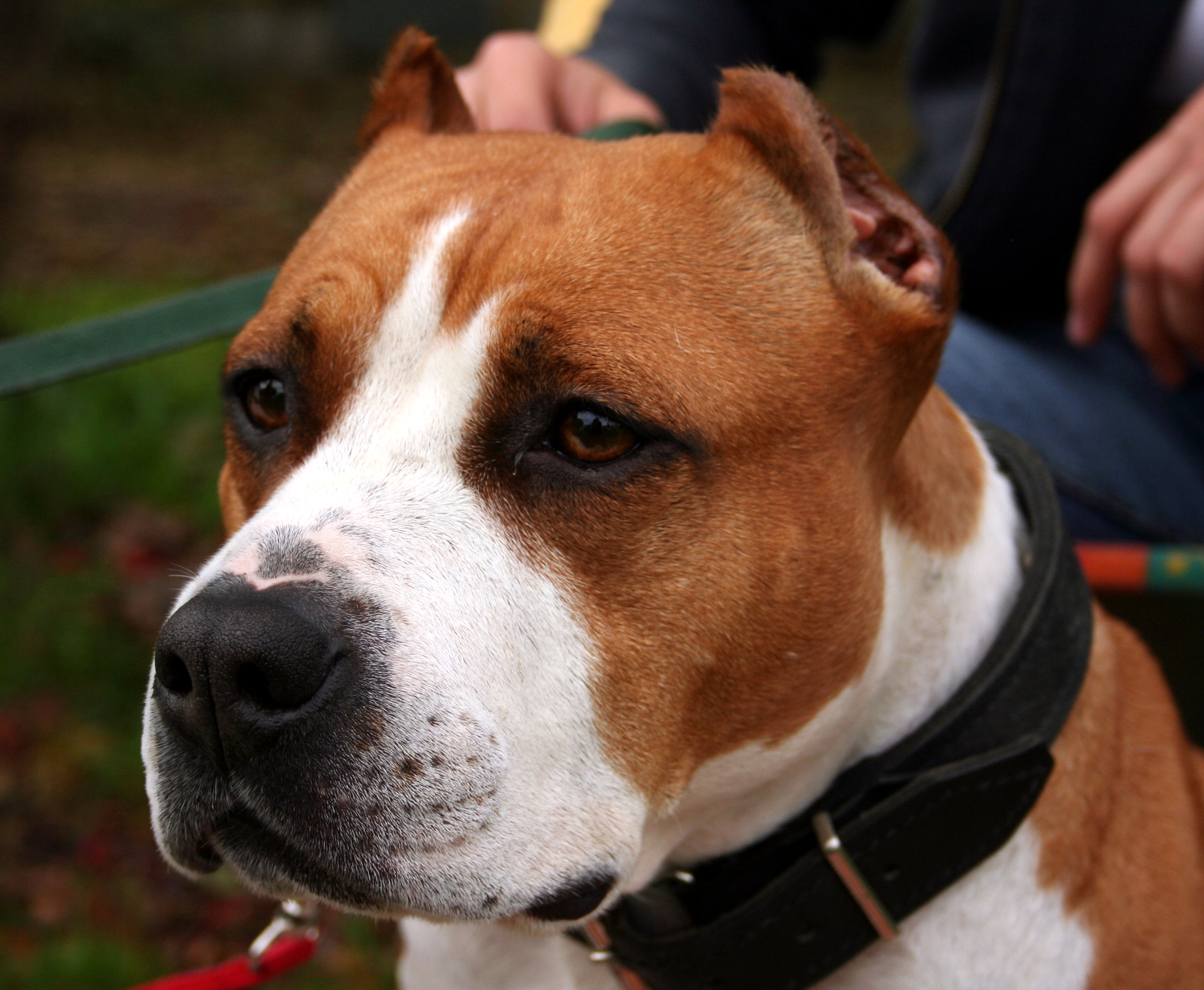
Detall del cap.

L'American Staffordshire Terrier o Amstaff és una raça de gos del grup dels terriers originària d'Anglaterra, molt estesa als Estats Units i a tot el món.

## Història

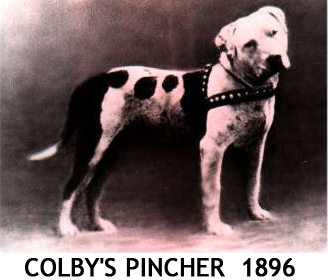
L'amstaff

L'Staffordshire Terrier es va criar per primera vegada al segle xix a la regió anglesa d'Staffordshire. Els primers avantpassats d'aquesta raça van arribar des d'Anglaterra, on fins a la primera part del segle xix es criava el buldog anglès. En imatges de Buldogs de finals del segle xix, aquests semblen contemporanis dels American Staffordshire Terriers en major grau que els Buldogs actuals. Alguns autors sostenen que va ser el terrier anglès blanc, fox terrier, o el terrier negre i foc el que es va creuar amb el buldog per desenvolupar l'Staffordshire Terrier, ja que les tres races comparteixen molts trets essent les majors diferències de color i caràcter. L'encreuament de Buldog i Terrier ha tingut diversos noms, entre ells el gos bull-i-terrier, pit bull, o meitat i meitat. Posteriorment, es va assumir el nom de Staffordshire Bull Terrier a Anglaterra. Aquests gossos van arribar a Amèrica cap al 1870, on es coneixia amb el nom de Gos Pit, aleshores el Bull Terrier americà, i més endavant com a Yankee Terrier.
L'American Staffordshire Terrier s'accepta el 1936 al registre genealògic de l'American Kennel Club (AKC) com Staffordshire Terriers, pertanyent al grup dels terriers i al grup dels gossos molosos. El nom de la raça es va modificar l'1 de gener de 1972 a American Staffordshire Terrier. Criadors dels Estats Units en van desenvolupar una varietat que era més pesant que l'Staffordshire Bull Terrier d'Anglaterra. El canvi de nom va ser per distingir-los com a races separades. La popularitat de la raça va començar a declinar als Estats Units després de la Segona Guerra Mundial.

## Estàndard oficial

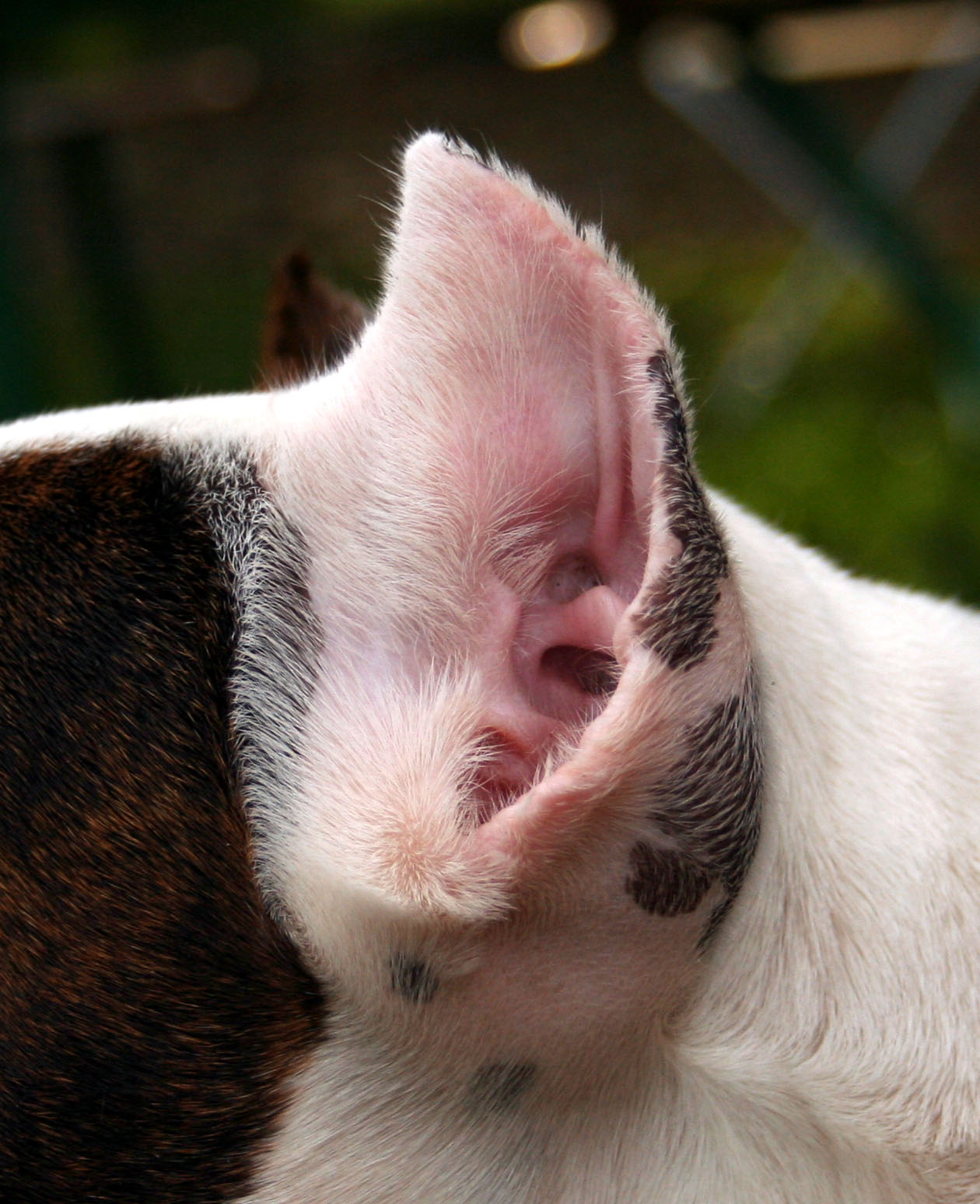
Detall d'orelles retallades.

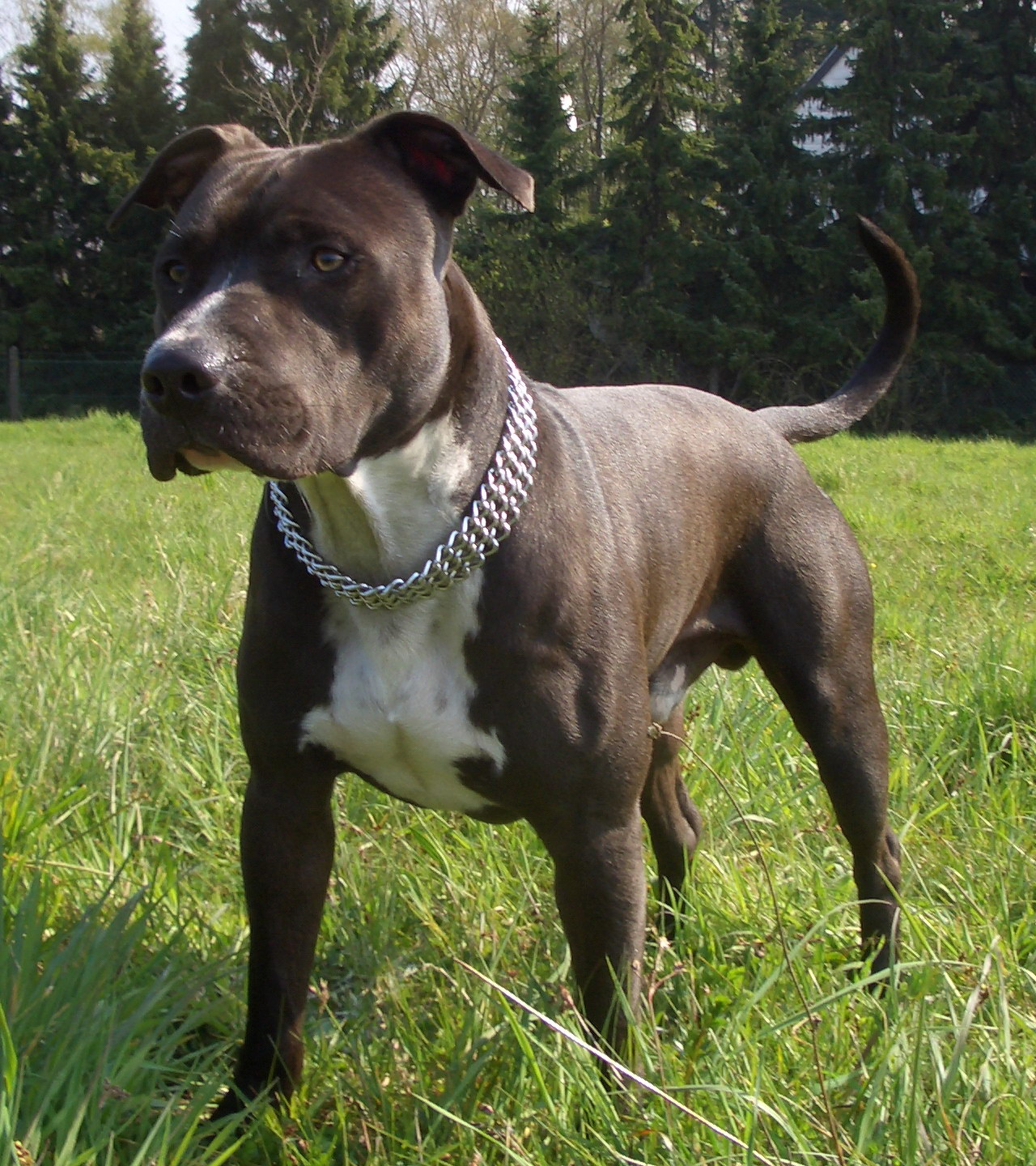
American Staffordshire Terrier.

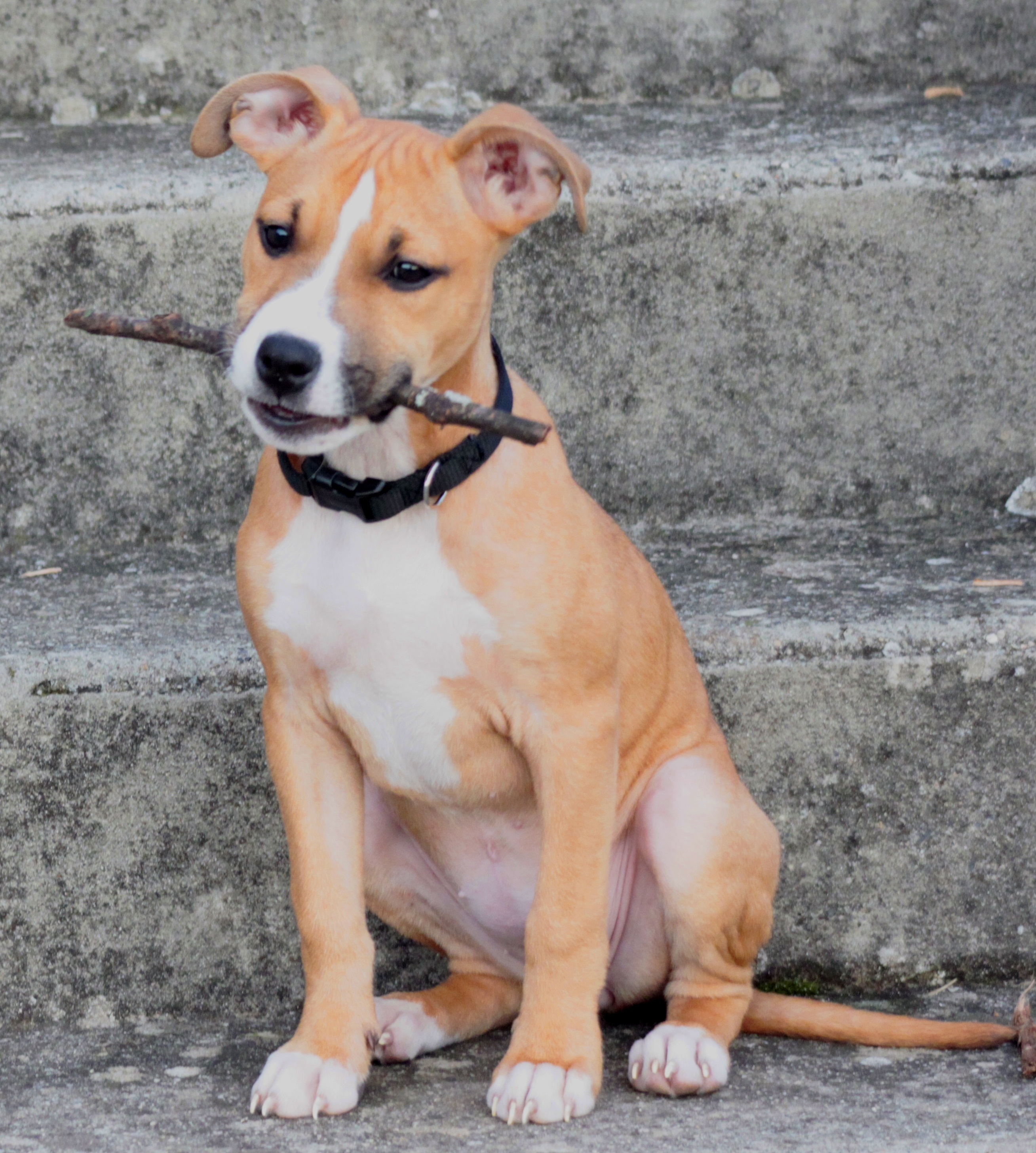
Cadell d'Amstaff amb pelatge clar.

### Aparença general
Fa l'efecte de gran força a causa de la seva grandària i musculatura desenvolupada, el cap ha de ser ample en el front i descendir fins a dues terceres parts en arribar al musell amb una configuració de «cullera» i una mossegada de «tisora». Les potes han de ser separades i mai ajuntar-se quan l'animal camina, però sempre amb relació a l'amplària de les espatlles, que han de correspondre a la mateixa longitud que la que es mesura en la vuitena costella. Així mateix, les potes no han de ser massa allargades, i l'animal no ha de fer l'efecte de tenir una figura de gran velocitat. El pit ha de ser ample per donar possibilitat al desenvolupament pectoral de l'animal. La cua ha de ser curta i inserir-se a dalt en el maluc. No ha d'existir angulació a les potes davanteres i ser mínima a les posteriors.
Té una gran semblança amb el pitbull terrier americà, tot i que no s'han de confondre. En ser parents propers que s'han acabat diferenciant fa poc, les diferències principals radiquen en què els Amstaff no han de tenir ulls clars, ni el nas i la tòfona rosada, característiques que sí que estan permeses en el pitbull.

### Estandar
Esperança de vida: 10-12 anys
Coloració general: s'admet qualsevol color, únic, parcial o amb taques, però no s'ha d'estimular més del 80% en blanc, negre, canyella o fetge.
Cap: de longitud mitjana, crani ample i de galtes pronunciades. La depressió naso-frontal (stop) ha d'estar ben marcada.
Regió facial:
Nas : clarament negre. Qualsevol indici mínim de manca de pigmentació es considera una falta.
Musell : de longitud mitjana, arrodonit en la part superior. Descendeix en una brusca inclinació per sota dels ulls.
Llavis : units per les vores i no són fluixos.
Mandíbules / Dents: ben definides. La mandíbula inferior ha de ser poderosa, de manera que pugui agafar amb força. Els incisius superiors estan en contacte estret amb la cara anterior dels incisius inferiors.
Galtes: els músculs de les galtes són ben prominents.
Ulls: rodons i de color fosc. Estan ben enfonsats en les òrbites i ben separats. No hi ha d'haver manca de pigmentació en les parpelles.
Orelles: implantades altes, podent ser retallades o no. Són preferibles les orelles no retallades, que han de ser curtes, portades en forma de rosa o semi-alçades. Es penalitzarà les orelles completament penjants.
Grandària: ha d'existir una correlació proporcional entre la grandària i el pes. L'altura des del sòl fins a la creu (entre l'omòplat i la columna vertebral) ha de ser d'entre 46–48 cm. en mascles i en femelles entre 43–46 cm., amb un pes d'entre 25–35 kg. i 20-30 respectivament.
Coll: pesant, lleugerament arquejat. Disminueix gradualment des de les espatlles fins a la inserció en el cap. És de longitud mitjana, sense papada. La pell no ha d'estar arrugada.
Cos:
Línia superior: l'esquena és bastant curta. Existeix un lleuger declivi des de la creu fins a la gropa, la qual s'inclina després de forma lleu fins al naixement de la cua.
Llom: una mica aixecat.
Pit: ben profund i ampli. Les costelles són ben cenyides i profundes, juntes i ben desenvolupades cap enrere.
Cua: curta, en comparació de la grandària del gos. D'implantació baixa, disminueix gradualment fins a acabar en una punta fina. No es presenta ni enroscada, ni portada per sobre de l'esquena i mai gaire grossa. Tampoc ha de ser amputada.
Extremitats: la marxa de l'animal ha de ser flexible però sense balanceig.
Membres anteriors: han de ser rectes i d'ossos forts. Amb bona separació com per permetre un bon desenvolupament del tòrax.
Espatlles: fortes i musculoses. Els omòplats són amples i oblics.
Metacarps: aplomats.
Membres posteriors: són ben musculosos. No presenten curvatura, ni cap endins ni cap enfora.
Sofrages: en posició baixa i no han de desviar-se ni cap endins, ni cap enfora.
Peus: de grandària mitjana, ben arquejats i compactes.
Moviment: elàstic, sense balanceig ni ambladura.
Pelatge:
Pèl: curt, atapeït, dur al tacte i llustrós.
Color: es permeten tots els colors, però el pelatge amb més del 80% de color blanc, el pelatge negre i foc i el fetge no s'han de valorar. La majoria dels american staffordshire terrier són de colors barrejats blanc i negre, fetge i blanc, etc.
FALTES: qualsevol desviació dels criteris esmentats abans es considera com a falta i la gravetat d'aquesta és proporcional al grau de la desviació de l'estàndard. Entre les més comunes es troben la manca de pigmentació de la tòfona en forma de petites taques blanques, o la tòfona dudley (de color carn o rosat). També ho són els ulls clars o rosats, la falta de pigmentació a les parpelles i una cua massa llarga o que està portada de manera inadequada. També la mossegada massa avançada o endarrerida (prognatisme).
Qualsevol gos mostrant senyals clars d'anormalitats físiques o de comportament s'ha de desqualificar. Els mascles han de tenir dos testicles d'aparença normal completament descendits en l'escrot.

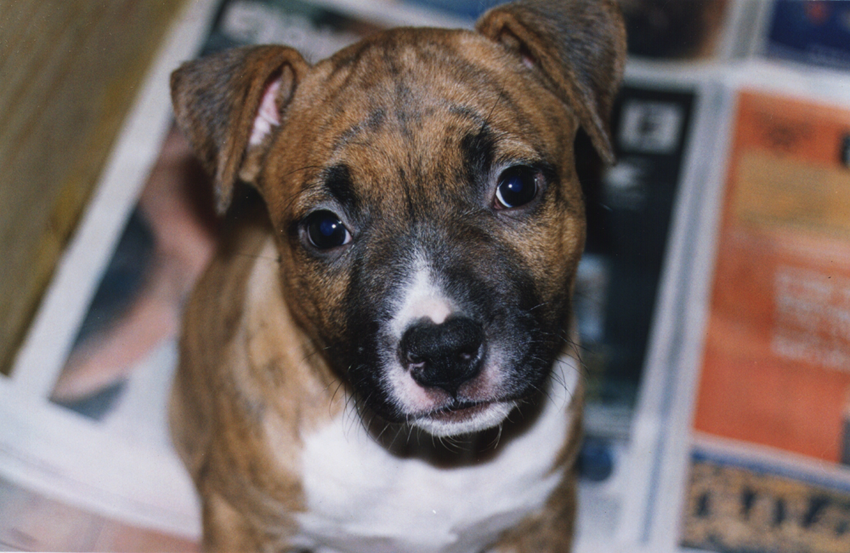
Detall de la cara d'un cadell femella, tant el nas com el morro i els ulls han de ser foscos per estar dins de l'estàndard oficial.

## Caràcter i temperament
És una raça sociable per naturalesa i que gaudeix de la companyia humana. Són protectors, especialment d'infants, i no constitueixen una amenaça per als nens d'una llar, sabent distingir el seu límit en jugar amb ells. En no ser una raça que bordi innecessàriament, també són benvolguts com a guardians. És possible que aquests gossos convisquin tranquil·lament amb altres animals si la seva presentació es fa amb tacte i a primerenca edat, arribant fins i tot a mostrar-se amigables i protectors amb altres mascotes.
No obstant això, un american stafforshire terrier no rebutjarà el desafiament d'un altre gos, i en sentir-se amenaçat, ja sigui per un individu o un altre animal, no dubtarà a respondre. És altament recomanable que en sortir amb el gos s'utilitzin les mesures de seguretat adequades: collarets lleugers per a cadells i més pesants, si el propietari ho considera, per a exemplars adults. No es recomana portar-lo sense corretja. Cal tenir en compte que en alguns països és obligatori l'ús del morrió en gossos d'aquestes races en sortir en llocs públics. A Catalunya hi ha normativa específica que regula la tinença d'aquestes races de gos considerades de risc, i cal complir-la i efectuar les gestions necessàries a l'ajuntament que pertoqui, tant per l'animal com pel seu propietari.
És una raça que s'adapta fàcilment a tot tipus d'ambients, tant urbans com rurals. A les granges són capaços de mantenir ordenat al bestiar i, per la seva naturalesa de terrier, controlaran la població de feristeles.